# John Gretton
John Gretton (Newton Solney, 1 de septiembre de 1867-Melton Mowbray, 2 de junio de 1947) fue un deportista británico que compitió en vela en la clase tonelaje. Participó en los Juegos Olímpicos de París 1900, obteniendo dos medallas de oro.

## Palmarés internacional
| Juegos Olímpicos | Juegos Olímpicos | Juegos Olímpicos | Juegos Olímpicos     |
| Año              | Lugar            | Medalla          | Clase                |
| ---------------- | ---------------- | ---------------- | -------------------- |
| 1900             | París (Francia)  | Medalla de oro   | Abierta              |
| 1900             | París (Francia)  | Medalla de oro   | ½ – 1 Ton (regata 1) |